# Kostel svatého Václava (Olšany)
Kostel svatého Václava se nachází na okraji vesnice Olšany, části obce Studená, v okrese Jindřichův Hradec. Jedná se o kostel vzniklý přestavbou ze zámku, kterému předcházela tvrz. Od roku 2011 je spolu s přilehlou farou chráněn jako kulturní památka České republiky.

## Historie
První písemná zmínka o Olšanech pochází z roku 1351, kdy byla v majetku vladyků z Olšan. Vlastní tvrz je ale zmiňována až k roku 1611, kdy se dostala do vlastnictví Babků z Meziříčka. V roce 1664 ji získávají páni z Levenburku, kteří ji patrně v druhé polovině 17. století nechali přestavět na dvoukřídlý barokní zámek. Následně se majitelé rychle střídali – v roce 1685 jej zakoupil Felix Hozlauer z Hozlau, roku 1693 Schonewitzové, v roce 1709 Antonín z Deblína a v roce 1721 Bruntálští z Vrbna. Bruntálští zámek již používali pouze jako sídlo úředníků. V roce 1787 zámek od hraběte z Osteinu zakoupila Náboženská matice a nechala jej přestavět. Z východního křídla vznikl kostel sv. Václava, ze severního fara.